# Montescano
Montescano är en ort och kommun i provinsen Pavia i regionen Lombardiet i Italien. Kommunen hade 424 invånare (2018).